# 肯尼迪总统图书馆暨博物馆
肯尼迪图书馆（英語：John F. Kennedy Library）是美国第35任总统约翰·肯尼迪的总统图书馆，坐落于波士頓近郊多切斯特哥伦比亚角。图书馆由貝聿銘设计。该建筑是肯尼迪政府原始资料和函件的官方存放地点，包括各种特殊资料。1979年，当时的美国总统吉米·卡特和肯尼迪家族成员一起为图书馆和博物馆揭幕。